# 獅潭 (大字)
獅潭，是臺灣苗栗縣獅潭鄉的一個傳統地域名稱，位於該鄉中部及北部。相較於今日行政區，其範圍大致包括百壽村、永興村、新店村西北半部、和興村西大半部。

## 歷史
台灣清治末期至日治初期，獅潭地區為一街庄，稱為「獅潭庄」，隸屬於苗栗一堡。該庄輪廓呈東北—西南走向的長條形，東北與大河底庄為鄰，東南與南庄、蕃地為鄰，西南邊為八角林庄，西北邊為北河庄、枋藔坑庄、仁隆庄、老田藔庄、大桃坪庄。
1901年（日治明治三十四年）11月，全台設置二十廳，該庄隸屬於苗栗廳。1909年（明治四十二年）10月，合併二十廳為十二廳，該庄改隸屬於新竹廳。1920年（大正九年），廢十二廳改設五州二廳，該庄改制為「獅潭」大字，隸屬於新竹州大湖郡獅潭庄，大字下有「和興」、「十九份」、「新店」、「大東勢」、「永興」、「三洽坑」小字名。
戰後獅潭庄改制為獅潭鄉，隸屬於新竹縣，大字亦改制為村。1950年桃、竹、苗分治，獅潭鄉改隸屬於苗栗縣。

## 地理
獅潭地區除北部分水峎以北地區屬於中港溪支流南港溪流域的源流區外，其餘均屬於後龍溪支流老田寮溪上游流域範圍。

## 交通
省道台3線俗稱「內山公路」，是臺北至屏東的幹道，大致以東北—西南走向蜿蜒貫穿獅潭地區，向東北可前往三灣、峨眉、北埔、竹東下公館等地等地；向西南可前往汶水、大湖、卓蘭、東勢等地。
縣道124號是竹南至獅潭的道路，其南側端點位於獅潭市區南側的省道台3線路口。由此向東轉東北可前往南庄、三灣、頭份、竹南等地。
縣道126號是後龍外埔至獅潭永興的道路，其東側端點位於本地區永興國小前的省道台3線路口。由此向西繞經明德水庫北岸可前往頭屋、高鐵苗栗車站南鄰、後龍、外埔等地。

## 學校
- 獅潭國中
- 獅潭國小
- 永興國小

## 景點
- 獅潭老街
- 仙山